# Dampskibsselskabet Øresund

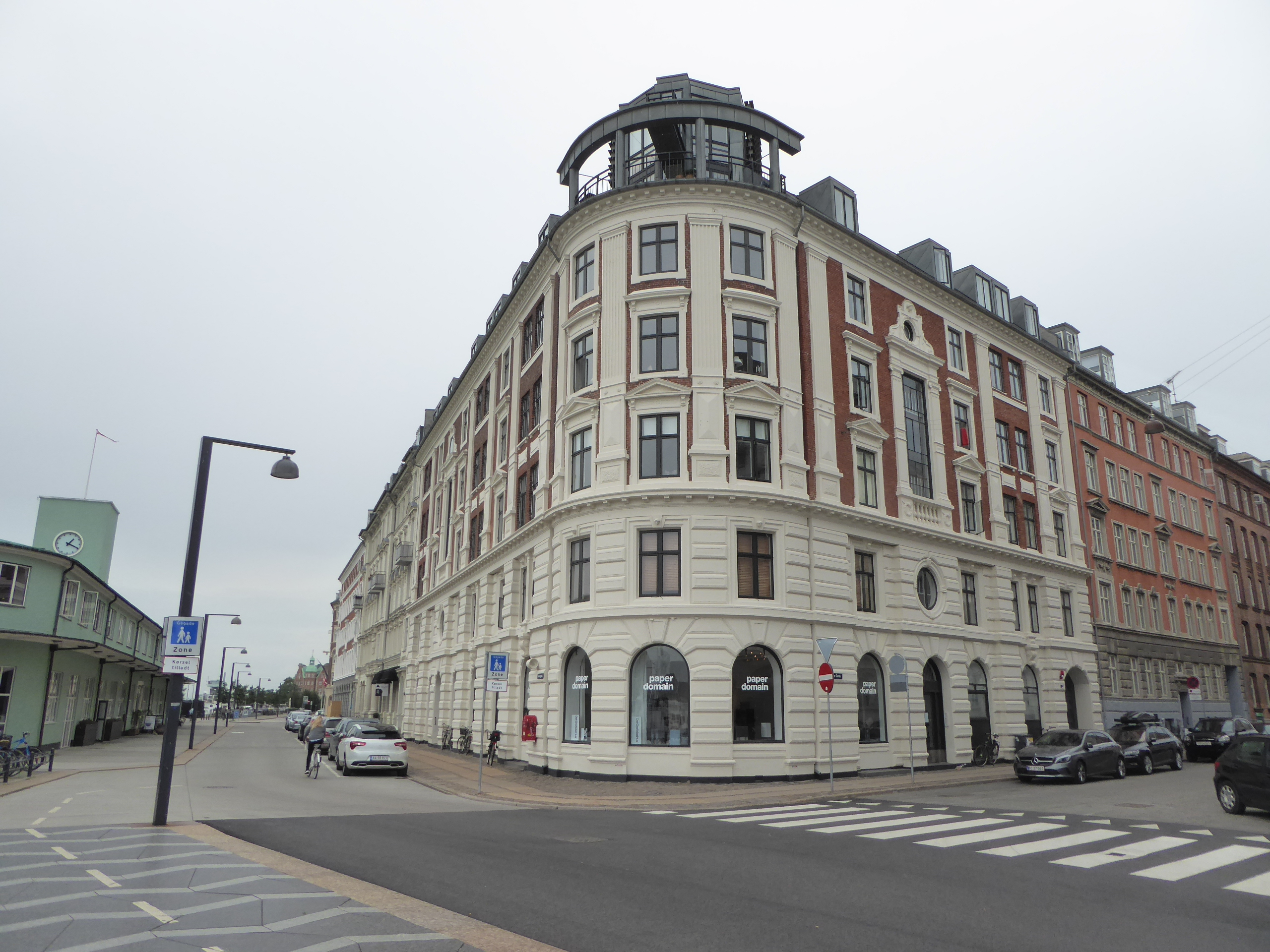
Rederiet hade sitt kontor vid Nyhavn på Havnegade 49 i Köpenhamn

Rederiets märke som även användes av företagets svenska motsvarighet Öresundsbolaget

Dampskibsselskabet Øresund A/S (DSØ), även känt som Øresundsbådene, var ett danskt rederi som startade 1900 i samarbete med Svenska Rederi AB Öresund (SRÖ). Under andra världskriget förstatligades bolaget genom uppköp via DSB där den svenska motsvarigheten samtidigt blev uppköpt av Statens järnvägar. Rederiet gick till sist upp i Scandlines åren 1996–1997.
Företaget bedrev färjetrafik på Öresund mellan flera olika destinationer, bland annat Malmö–Köpenhamn samt senare Limhamn-Dragör men även kusttrafik på danska sidan mellan till exempel Köpenhamn och Bellevue. Periodvis körde även rederiet till Ven, Landskrona och Mölle från den danska huvudstaden. Senare trafikerade rederiet Kastrup flygplats med svävare i samarbete med SAS från svävarterminalen i Malmö hamn 1984-1995 och drev trafiken med flygbåtarna till Nyhavn fram till övergången till Scandlines som därefter hade hand om trafiken fram till nedläggningen 2002 på grund av Öresundsförbindelsen.

## Fartyg
- Se urval av fartyg som användes längre perioder i samverkan med Öresundsbolaget.